# Никола Мандарић
Никола Мандарић (Велебит, код Кањиже, 1934 — Београд, 27. јул 2021) био је генерал-пуковник Војске Југославије, претходно у чину генерал-потпуковника Југословенске народне армије.

## Биографија
Рођен је 1934. године у Велебиту, код Кањиже. Након основне школе, завршио је Школу за активне артиљеријске подофицире, 1953. године и ступио у професионалну војну службу Југословенске народне армије (ЈНА). У систему војног школства, завршио је и Политичку школу ЈНА, 1965, Вишу војну академију Копнене војске ЈНА, 1970. и Школу народне одбране (данас Школа националне одбране), 1980. године.
Кроз своју војну каријеру, Мандарић је обављао основне дужности у роду артиљерије. Био је наставник у Школи народне одбране, као и помоћник начелника за наставу и научно-истраживачки рад. Био је начелник Покрајинског штаба Територијалне одбране САП Војводине, потом командант истог Штаба, те начелник Штаба Прве армијске области. Био је и помоћник Начелника Генералштаба ЈНА за оперативне послове.
Након нестанка ЈНА, маја 1992. године, наставио је професионалну војну службу у Војсци Југославије (ВЈ), унапређен је у чин генерал-пуковника и потом 1994. године демобилисан.
Преминуо је 27. јула 2021. године у Београду. Сахрањен је 29. јула уз војне почасти на Новом гробљу у Београду.
Носилац је неколико југословенских одликовања, међу којима су — Орден Републике са сребрним венцем, Орден братства и јединства са сребрним венцем, Орден народне армије са златном звездом, Орден за војне заслуге са златним мачевима, Орден народне армије са сребрном звездом, Орден за војне заслуге са сребрним мачевима, као и Медаља за војне заслуге.